# Clonia jagoi
Clonia jagoi är en insektsart som beskrevs av Johann Heinrich Kaltenbach 1971. Clonia jagoi ingår i släktet Clonia och familjen vårtbitare. Inga underarter finns listade i Catalogue of Life.